# Philharmonisches Orchester der Stadt Ulm
Das Philharmonische Orchester der Stadt Ulm, auch bekannt als Ulmer Philharmoniker, ist ein deutsches Sinfonieorchester mit Sitz am Theater Ulm.

## Geschichte
Gegründet wurde das Orchester als Theaterorchester im Theater Ulm während des 19. Jahrhunderts. Schwerpunkte lagen damals bei der musikalischen Gestaltung von Opern und Operetten. Das Orchester wurde in der ehemaligen Garnisonstadt Ulm anfangs vorwiegend aus Militärmusikern der verschiedenen Regimenter rekrutiert. 
Ein ziviles „Philharmonisches Orchester Ulm“, das sich nach dem Ersten Weltkrieg gegründet hatte, gab am 6. November 1919 mit Beethovens „Pastorale“ ein erstes Konzert. Zur Saison 1920/2021 stellte die Stadt diese bis dahin selbstverwalteten Musiker unter dem Namen „Stadt-Theater-Orchester“ offiziell an und gliederte es dem städtischen Theater an. Auch außerhalb von Opern- und Theaterproduktionen veranstaltete das Orchester fortan eigene Sinfoniekonzerte. In der Zeit des Nationalsozialismus wurde es in „Städtisches Orchester“ umbenannt. Mit 50 Musikern (nur Männer) war im Jahr 1939 der personelle Höchststand für lange Zeit erreicht. Nach Kriegsende führte das damals als „Orchester der Stadt Ulm“ bezeichnete Orchester 1946 bei seinem ersten Konzert unter der Leitung von Willy ter Jung erneut Beethoven auf, diesmal die 5. Sinfonie.
1969 zog das Orchester in den Theaterneubau am aktuellen Standort ein. Erst 1994 erfolgte die Namensänderung zu „Philharmonisches Orchesters der Stadt Ulm“.
Das Orchester beschäftigt inzwischen 56 Musikerinnen und Musiker (Stand: 2024) und ist innerhalb des deutschen Tarifsystems für Kulturorchester nach TVK B eingestuft.

## Dirigenten

### Geschichte
Herbert von Karajan in den 1930er Jahren mit dem „Städtischen Orchester Ulm“

Link zum Bild

Am Anfang seiner Karriere war der junge Herbert von Karajan von 1929 bis 1934 Kapellmeister am Theater Ulm, wo es ihm gelang, „durch systematische Schulung am Chor und Orchester das Niveau [… ] so zu heben, daß er höchste und schwierigste Werke […] in vollendeter Weise herausstellen konnte.“ Nach ihm ist der Platz vor dem Theaterneubau benannt worden.
Von 1980 bis 1983 war Eberhard Kloke musikalischer Leiter des Orchesters; ihm folgte Mathias Husmann (1983–1991). Mit der Ernennung von Alicja Mounk zu Husmanns Nachfolgerin hatte in Ulm erstmals eine Frau den Posten eines Generalmusikdirektors (GMD) inne. Von 1994 bis 2011 stand das Orchester unter der Leitung von GMD James Allen Gähres. Sein Stellvertreter und Erster Kapellmeister war von 1994 bis 1998 der Schweizer Dirigent Philippe Jordan. Auf James Allen Gähres folgte im Jahr 2011 GMD Timo Handschuh, der diese Funktion zehn Jahre lang innehatte.

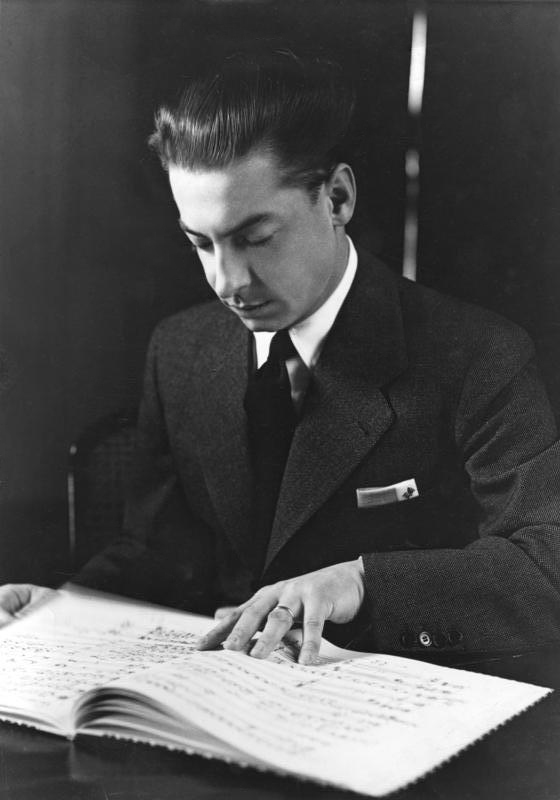
Der junge Dirigent Herbert von Karajan
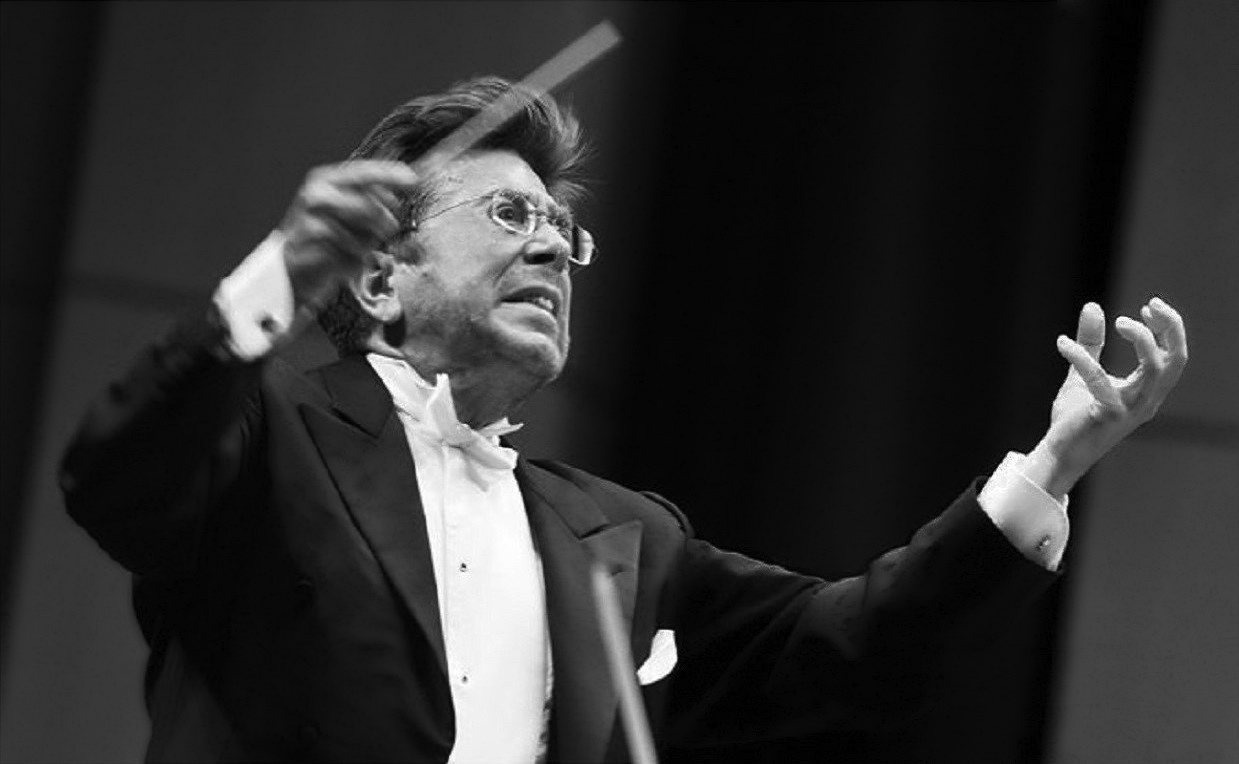
James Allen Gähres dirigiert ein Philharmonisches Konzert in Ulm
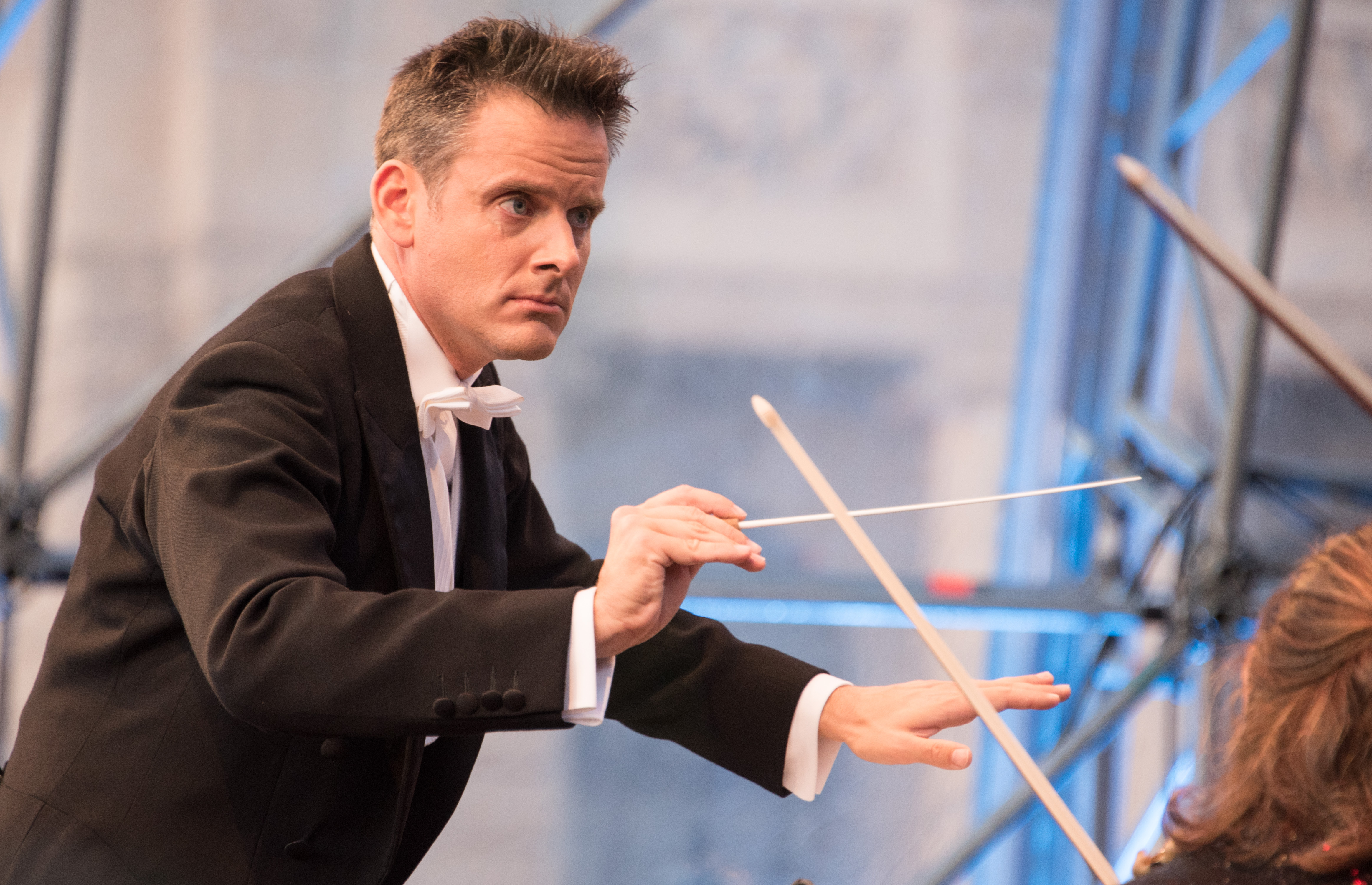
Philippe Jordan als Dirigent

### Gegenwart
Seit Beginn der Spielzeit 2021/2022 wird das Orchester von GMD Felix Bender geleitet. Sein Stellvertreter ist der griechische Dirigent Panagiotis Papadopoulos, der seit der Spielzeit 2022/2023 die Position des Ersten Kapellmeisters innehat.

## Repertoire und Konzerte
Das Orchester spielt bei Musik- und Tanztheatervorstellungen im Theater Ulm und bietet darüber hinaus mit seinen Abonnement-Reihen Musik aus allen Epochen sinfonischer klassischer Musik. Zu den regelmäßigen Höhepunkten im Jahresreigen gehören das „Neujahrskonzert“ und das „Parade- und Glaciskonzert“, das im Sommer Open Air in der Glacis-Parkanlage in Neu-Ulm gegeben wird. Im Gedenken an Herbert von Karajan veranstalten die Ulmer Philharmoniker jährlich ein Herbert-von-Karajan-Konzert.